# Mimudea ochropera
Mimudea ochropera là một loài bướm đêm trong họ Crambidae.